# 德国联邦铁路E40型电力机车
德国联邦铁路E40型电力机车是是德国联邦铁路根据标准化电力机车计划而在1957年起生产的一款电力机车，主要用于牵引货运列车。它自1968年起改称为140型和139型，是用作货物运输的最后一款标准化电力机车，并曾长期作为德国铁路运输中在这一服务领域的主力机型。

## 开发历史

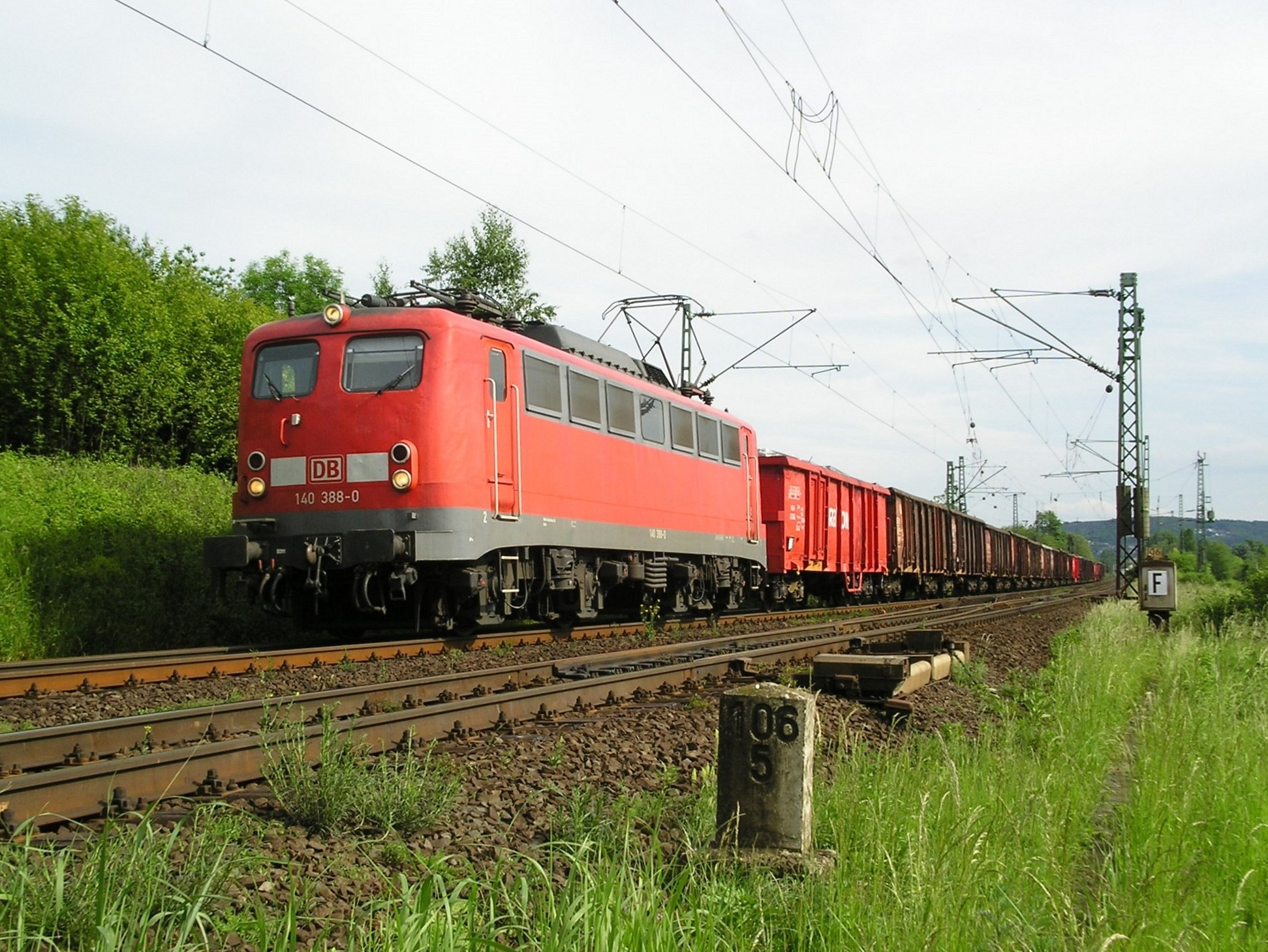
运行于温克尔的140 388-0号机车（2005年）

1950年，德国联邦铁路的专职委员会决定采购两款大面积使用标准化部件的基本型电力机车。其一是基于E94型电力机车开发的六轴货运机车，其二是基于E44型电力机车开发的四轴通用型机车。它们都应设立驾驶台，以使火车司机可以坐着工作。而在此前的电力机车型号（E18型及E19型除外）中，司机都必须站立驾驶，因为这被假定为可提高他们的注意力。
通用型机车的开发名称在最初被设定为E46型，但在快速列车对于速度的需求不断提高后，它又被改称为E10型。它们在第一阶段的测试程序中表明，仅有单一类型的新机车并不足以满足所有的性能要求。因此系列车型又立即进行了重新修改，它们被分为用于快速列车服务的E10型、用于轻载短途客运的E41型、用于重载货运的六轴机车E50型以及通过修改变速器机械效益用于货运列车的E40型。
在整个研发过程中，当局还进一步根据标准化部件采购了带有标准化机身的E320型和E344型，以及按相同形式后续开发的151型和111型。
机车最初的要求可以按下表简要概括：
| 牵引重量（公吨） | 坡度（%） | 速度（公里/小时） |
| ---------------- | --------- | ----------------- |
| 2100             | 0         | 90                |
| 1600             | 4         | 65                |
| 1400             | 5         | 75                |
| 1170             | 10        | 50                |
| 940              | 5         | 100               |
| 620              | 10        | 100               |

## 批量生产
E40型机车（自1968年起为140型）在技术上是E10.1型的无电子制动版本，并修改了变速器的齿轮传动比。除了E40.11型（1968年起为139型）外，E40型还采用与E10型几乎完全相同的电阻制动，它们与E10型的外观差异仅在于不同的车顶罩和较少的通风格栅。其879台的产量也使得E40型成为德国联邦铁路在标准化电力机车计划中产量最高的型号。根据他们的申请意向，这些用作中等重量货运服务的机车在起初的最高限速为100公里/小时，但在1969年6月又提高至110公里/小时用于改善机车对列车的加速性能，以便能够更好地在通勤客运服务中使用。最后一批出厂的机车（又称140.8型）还搭载了适用于牵引动力集中式列车和多单元列车控制的设备。这些机车在1970年代初投入鲁尔区的S-Bahn牵引任务，相关运营直至1980年代初才结束。
部分机车还装配有适用于牵引Faals 150型重载矿运列车的自动化连接器，如同部分151型机车。
在1993年至1994年间，有44台机车分别加装了前照灯。这些都是试验性安装，因为仅有一个顶部照明灯具所产生的光亮度较弱。

## 设计特点

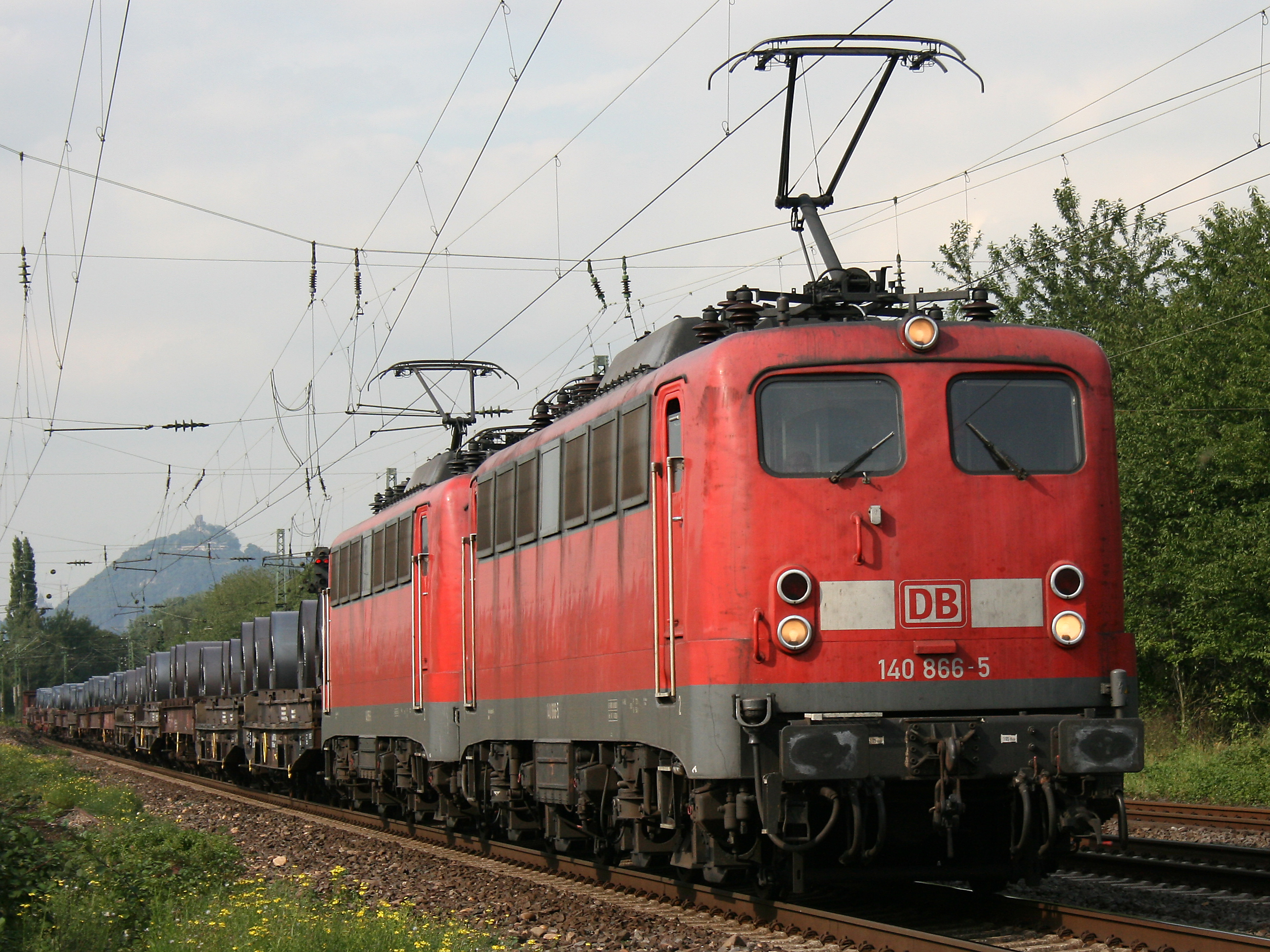
双机重联的140型机车运行于莱茵河右岸铁路

与所有标准化电力机车计划的机车一样，E40型机车也使用箱型结构焊接的枢轴传动转向架和箱型结构焊接的通风隔栅。其焊接结构与其它标准化电力机车的区别仅在于车体长度以及侧窗乃至通风格栅的布局。底盘是基于转向架上的螺旋弹簧和橡胶件实现支撑。所有机车都配备用于间接作用的克诺尔型空气制动器以及用于分流直接作用的辅助制动器。与E10型机车相比，E40型采用较小的制动闸瓦。
牵引电动机使用的是WB 372型14极电动机，这在后来也被应用至111型和151型机车。与其它所有标准化电力机车计划的机车一样，橡胶空心轴传动装置均由西门子-舒克尔特提供，它们已在首台E10.0型机车中证明了自身优异的传动性能。
车顶设备包括两个DBS 54a型双臂受电弓、车顶隔板、压缩空气主开关和用于测量接触网电压的高压互感器。变压器是一个采用油冷的三回路变压器，通过分档开关可对28个行驶速度级进行切换。操纵系统为随动控制设计，火车司机先选择行驶速度级，换接器再根据预选档位独立运转。紧急操作则可通过一个人工控制的手柄实现，或从140 757号机车开始，通过一个上下推杆控制器控制。
驾驶室的安全设备有机械或电子的紧急列车停止装置、点状列车控制装置（如今根据新的要求使用PZB 90的软件版本）和车载无线电设备GSM-R。部分机车最近还升级了线状列车控制装置。

## E40.11型/139型

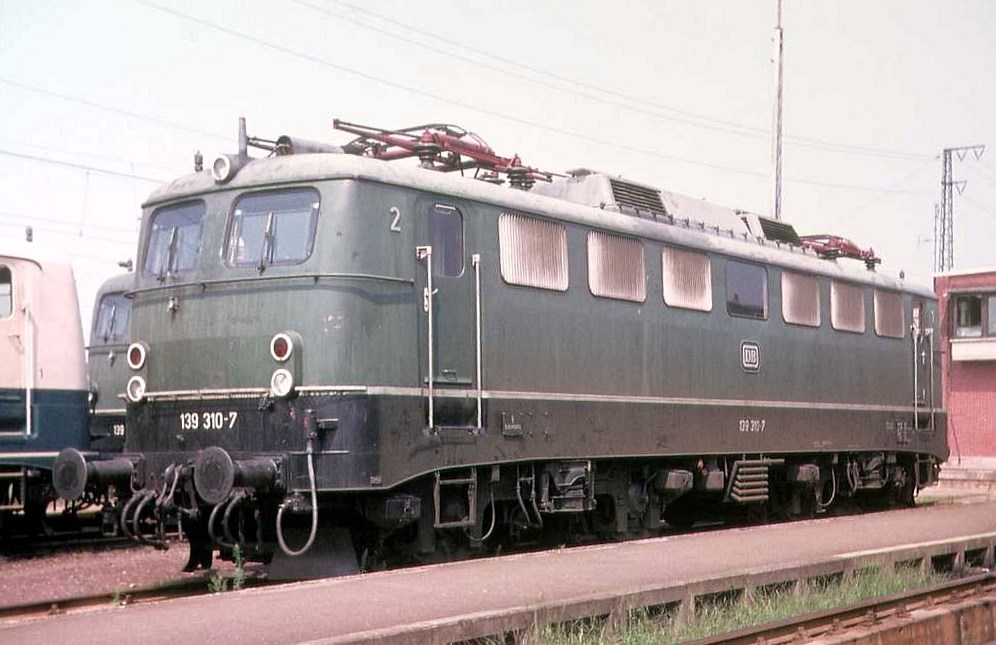
139 310号机车于奥芬堡（1983年）

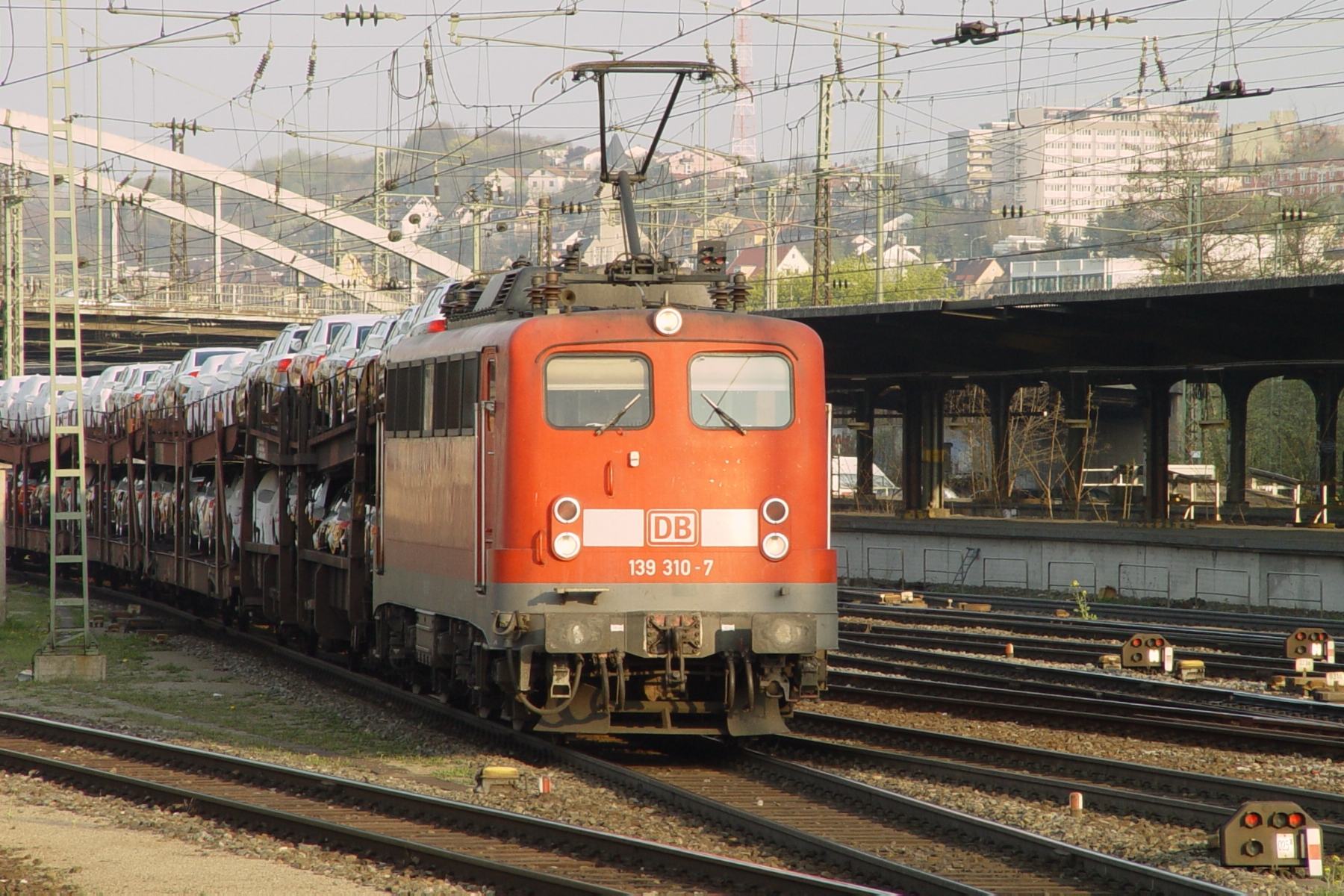
同样是139 310号机车，24年后于维尔茨堡

31台E40型机车为运用至陡峭线路如埃尔克拉特-霍赫达尔坡道、鲁尔-锡格铁路和霍伦塔尔铁路，均自1959年起采用了直流电供电的电阻制动设计。其中的12台机车（4台139.1型和全部139.3型）同时还加装了可牵引动力集中式列车控制车的设施。这些机车自1961年4月14日起被重定型为E40.11型，它们与普通的E40型机车在序列号上额外增加了首数字“1”作为区分，其时的运营编号如下：E 40 1131号–1137号、1163号–1166号、1309号–1316号以及1552号–1563号。 在E40.11型于1968年又被重定型为139型后，它们均保留了原有的序列号，但撤销了原本用作区分的首数字1。
从1975年至1986年，所有139型机车均驻扎在奥芬堡车辆段。在霍伦塔尔铁路的运用结束后，德铁又将这些机车首先部署于曼海姆，随后又在1991年至1995年间转配慕尼黑，在那里它们一方面与140型机车联合运用，另一方面也经常牵引前往奥地利直至布伦纳山口的货运列车，这是由于它们的电子制动器尤为适宜在这条线路中运行。
139 134号机车在1985年作为110 477号机车的替换车型被重新编号为110 511号，原110 477号机车是在1983年5月26日于柯尼希斯多夫发生的一起事故中完全损毁。后来（1993年至1995年）有另外18台已退役的140型机车通过重新加装由110型机车替换下来转向架，也以139型的名义恢复运作（分别为：139 122号、139号、145号、157号、172号、177号、213号、214号、222号、246号、250号、255号、260号、262号、264号、283号、285号和287号），用于满足在陡峭线路中日益增加的货运机车的需求。1994年，139 563号机车在一次事故后退役。自2002年3月1日起，所有139型机车均配属纽伦堡编组站车辆段。
在2004年至2007年间，当时的机车持有者雷力昂德国股份公司（德铁辛克铁路的前身）将6台139型机车售予了轨道牵引机车运动公司，它们分别是139 133号、139 177号、139 213号、139 260号、139 310号和139 312号。全部6台机车均被漆成醒目的黑色/白色配色方案，并一直被昵称为“斑马”。它们的主要职责是牵引货运列车直达布伦纳山口。
雷力昂在2004年决定将不再为旗下的139型机车进行年审续牌。因此139 136号和139 139号机车成为最先从定期服务中退役的机车。在2005年初又有另外三台机车达到年审期限，分别为139 214号、139 246号和139 262号。其中139 214号被立即报废，另外两台则在德国铁路的德绍维修车间进行了IS660号大修，可最多延长运行8年。至2009年9月，仅余8台139型机车仍在运营。2013年4月10日，德铁辛克铁路的最后一台139型机车，139 132号也宣告停止使用。

## 私铁运营
随着德国铁路出售禁令的解除，自2011年起，已有部分机车交由私铁接管。
| 机车（德铁编号） | 持有者                      | 状态/特点                    |
| ---------------- | --------------------------- | ---------------------------- |
| 139 133          | 机车运动公司                | 运营中                       |
| 139 135          | 机车运动公司                | 运营中                       |
| 139 177          | 机车运动公司                | 运营中                       |
| 139 213          | 机车运动公司                | 运营中                       |
| 139 260          | 机车运动公司                | 运营中                       |
| 139 285          | 波茨坦铁路公司              | 运营中                       |
| 139 287          | BYB巴伐利亚铁路             | 运营中                       |
| 139 310          | 机车运动公司                | 运营中                       |
| 139 312          | 机车运动公司                | 运营中                       |
| 139 555          | 机车运动公司                | 运营中                       |
| 139 558          | 铁路投资公司                | 运营中                       |
| 140 002          | 太阳铁路                    | 运营中/单一大灯              |
| 140 003          | EBM货运                     | 运营中                       |
| 140 070          | EBM货运                     | 运营中                       |
| 140 438          | BYB巴伐利亚铁路             | 备件源                       |
| 140 759          | 中威悉铁路（）              | 运营中                       |
| 140 761          | 中威悉铁路                  | 运营中                       |
| 140 772          | RBH物流                     | 运营中/重编号为RBH 161号     |
| 140 774          | 易北-威悉铁路及运输公司（） | 运营中                       |
| 140 789          | RBH物流                     | 运营中/重编号为RBH 162号     |
| 140 797          | RBH物流                     | 运营中/重编号为RBH 164号     |
| 140 798          | 中威悉铁路                  |                              |
| 140 801          | RBH物流                     | 运营中/重编号为RBH 165号     |
| 140 808          | 德铁路程服务                | 运营中                       |
| 140 815          | RBH物流                     | 运营中/重编号为RBH 163号     |
| 140 824          | 波茨坦铁路公司              | 运营中                       |
| 140 831          | 普雷斯尼茨塔尔铁路          | 运营中/重编号为140 037-1号   |
| 140 834          | 普雷斯尼茨塔尔铁路          | 运营中/重编号为140 042号     |
| 140 844          | 德国蒸汽机车博物馆          | 运营中（租借）               |
| 140 848          | 易北-威悉铁路及运输公司     | 运营中                       |
| 140 851          | 普雷斯尼茨塔尔铁路          | 运营中/重编号为140 038-0号   |
| 140 853          | 波茨坦铁路公司              | 运营中                       |
| 140 855          | 德铁路程服务                | 运营中                       |
| 140 856          | BYB巴伐利亚铁路             | 运营中                       |
| 140 857          | 波茨坦铁路公司              | 运营中                       |
| 140 866          | 易北-威悉铁路及运输公司     | 运营中                       |
| 140 870          | 易北-威悉铁路及运输公司     | 运营中                       |
| 140 872          | 德铁路程服务                | 机车已退役，仍作为私铁备件源 |
| 140 873          | 德铁路程服务                | 机车已退役，仍作为私铁备件源 |
| 140 876          | 波茨坦铁路公司              | 运营中                       |

## 涂装变化
所有机车在最初均采用氧化铬绿的涂装（RAL 5011）。海蓝色（RAL 5020）+米色（RAL 1001）的铁路配色方案自1974年起实施，许多机车在进行中修时都按这种样式进行了重新喷漆。自1987年起，机车又应用了前侧带有浅灰色（RAL 3032）围兜的东方红（RAL 3032）配色方案。现行的交通红（RAL 3020)）模式是自1997年起开始应用，机车在前侧还会配以一个浅灰色的警示栏。迄今为止，除了当前的配色外，机车还存在绿色、海蓝色/米色以及东方红色的涂装版本。部分由110型转变而来的139型机车仍然采用其最初的钢蓝色涂装。

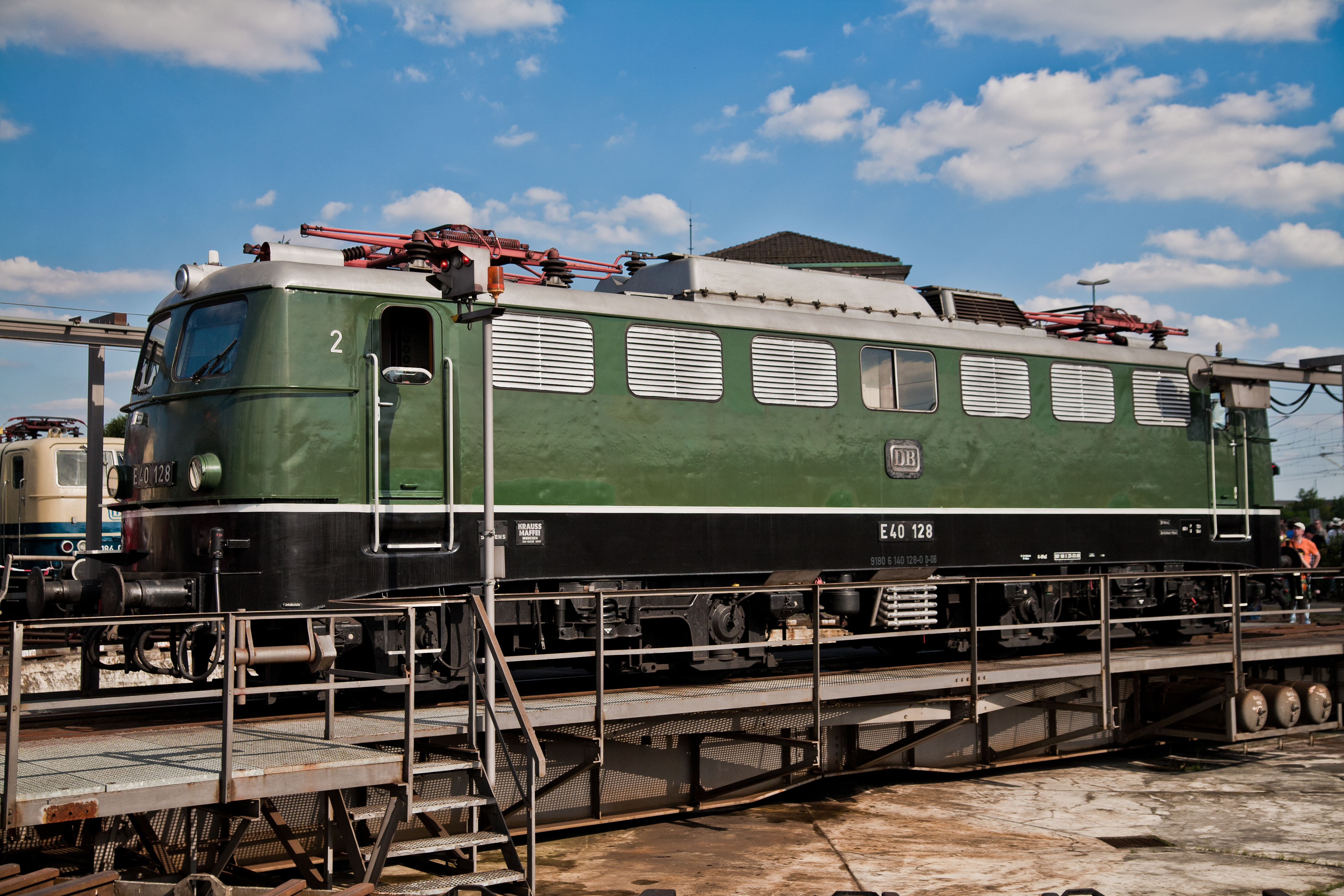
采用原始绿色涂装的140 128号机车于纽伦堡交通博物馆（2010年）
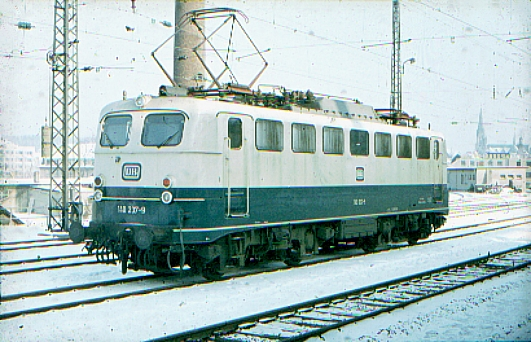
采用海蓝色/米色涂装、带有扶手杆和旧版德铁徽章的140型机车于圣英贝特（1981年）
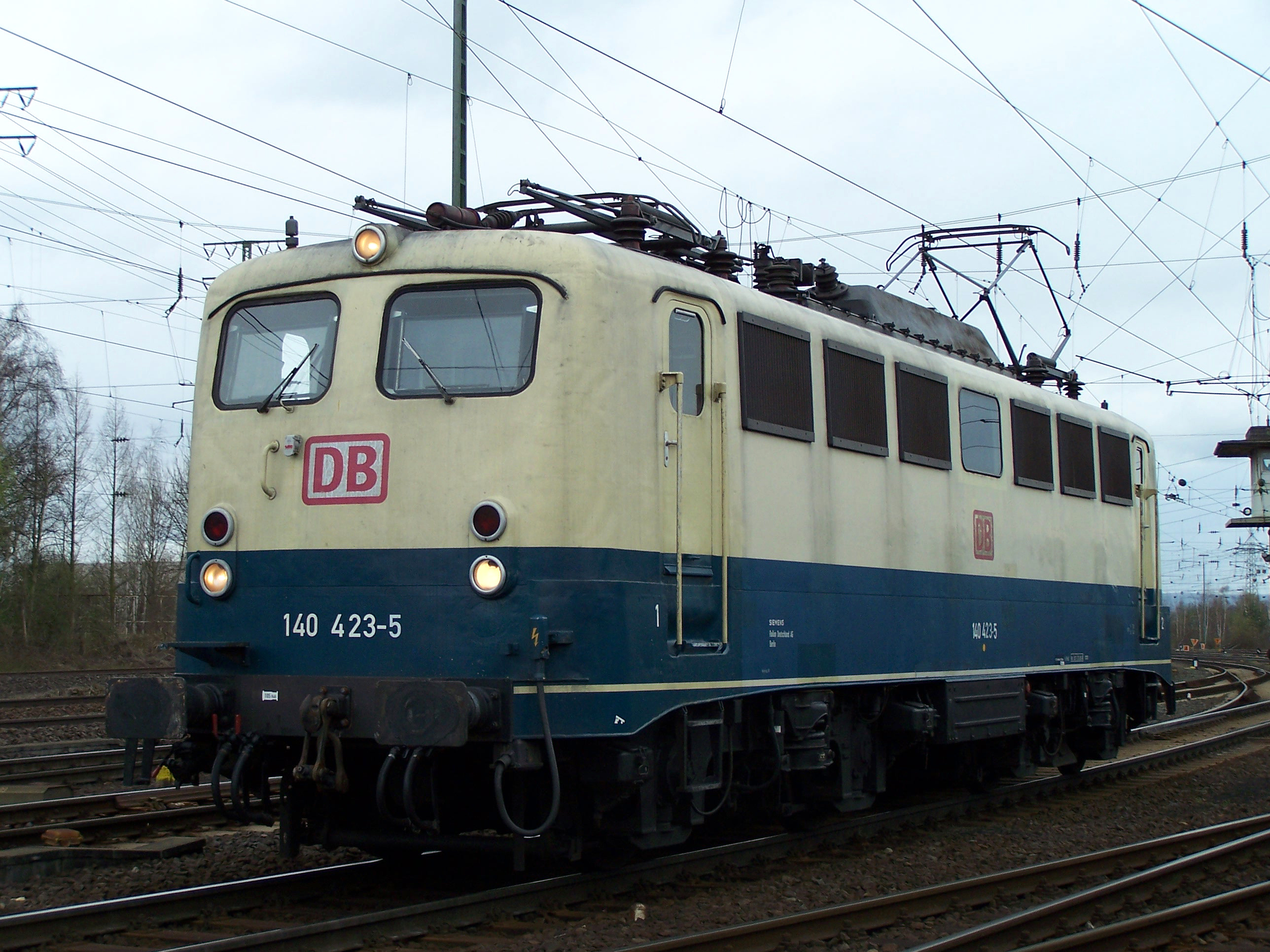
采用海蓝色/米色涂装、带有旧版德铁徽章的的140 423号机车于科布伦茨德国铁路博物馆（德语：DB Museum Koblenz）（2010年）
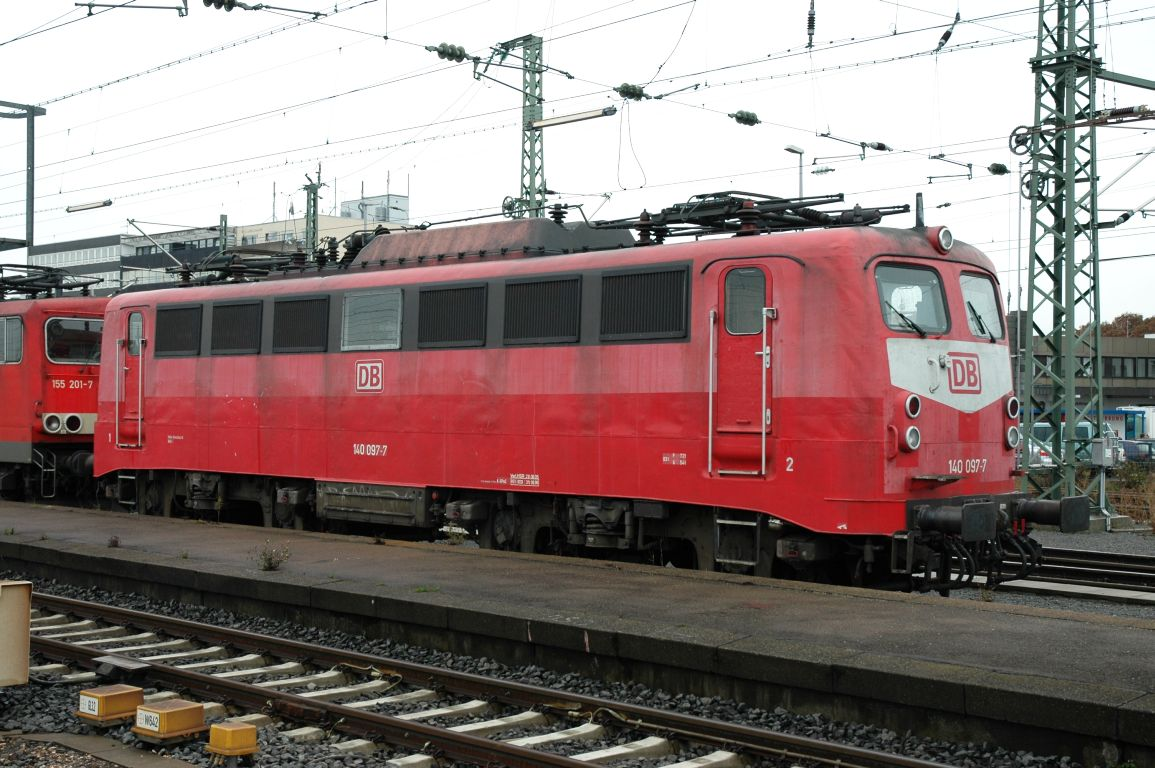
采用东方红色涂装、色泽已部分风化的140 097号机车于海尔布隆（2004年）
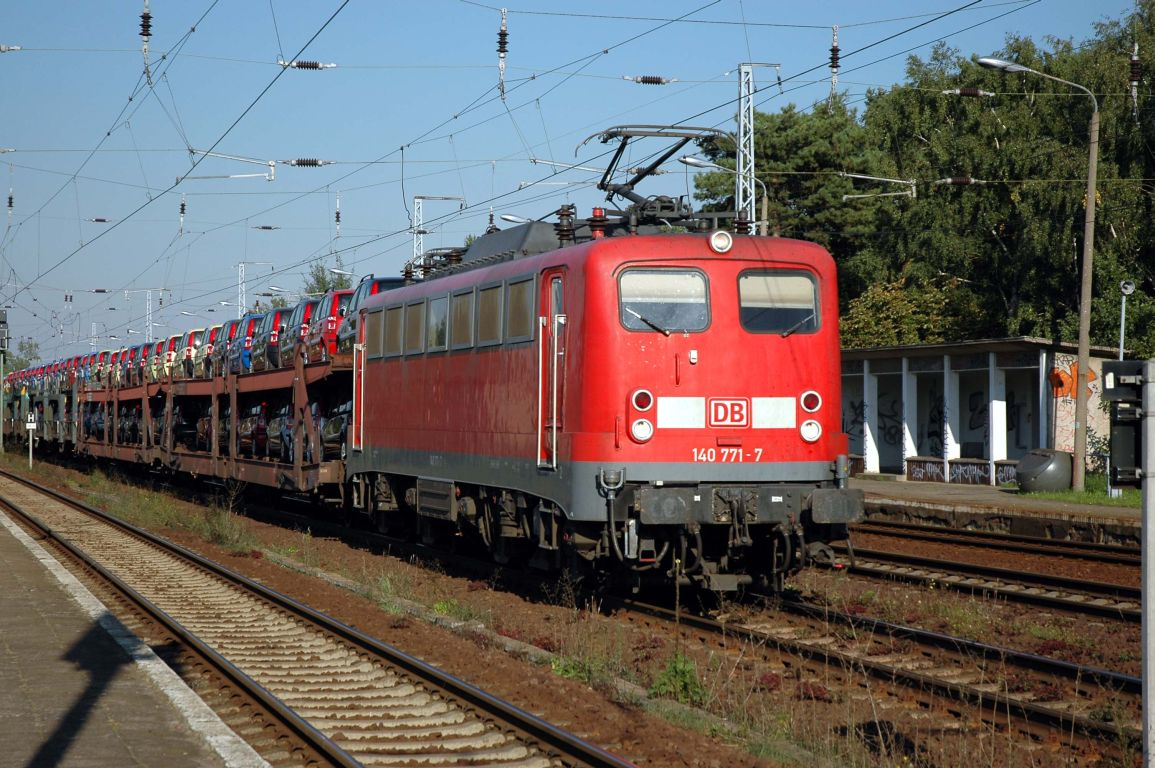
采用现行交通红色涂装、带有单臂受电弓的140 771号机车于柏林（2005年）
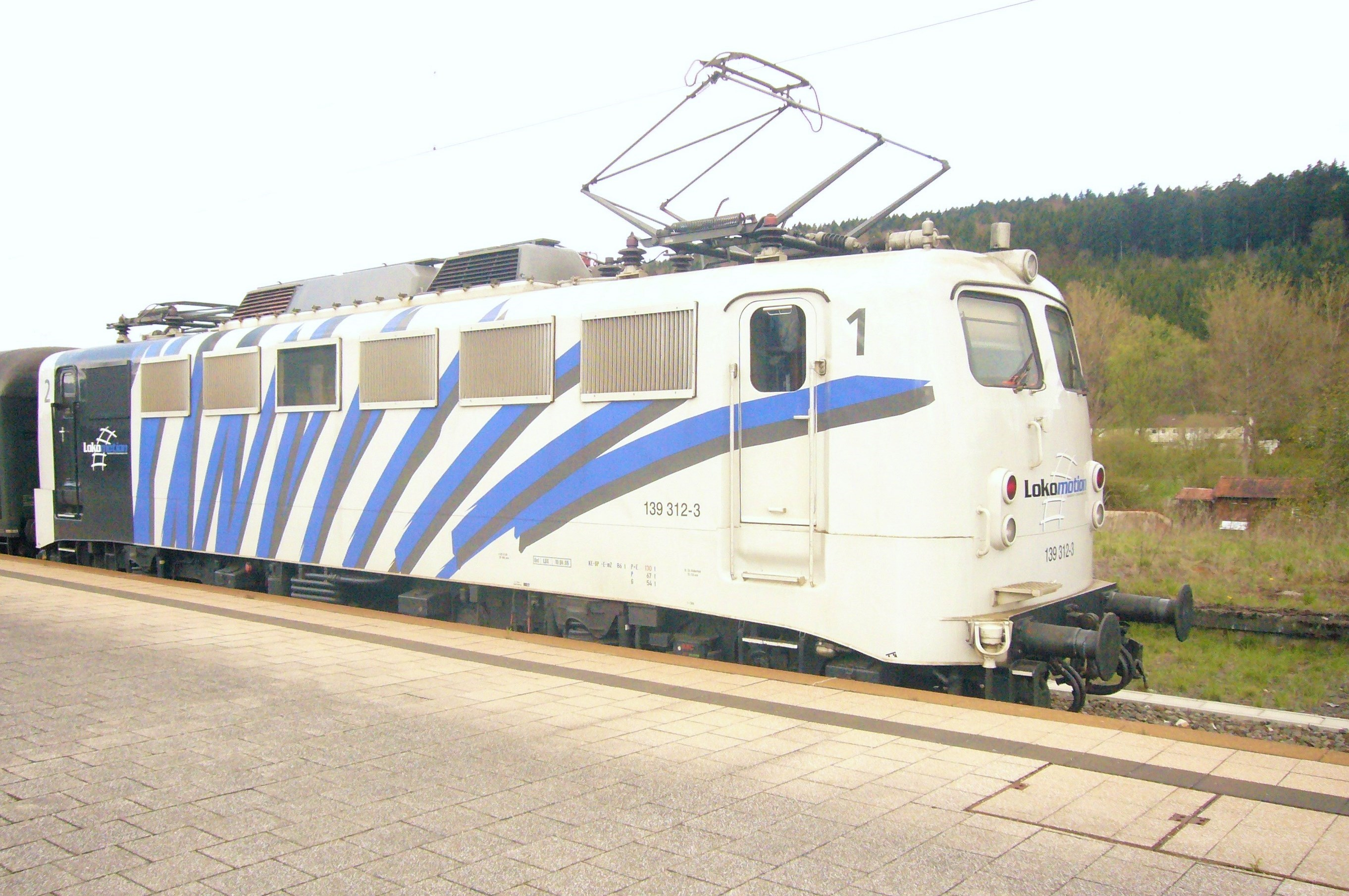
机车运动公司的139 312号机车于图特林根
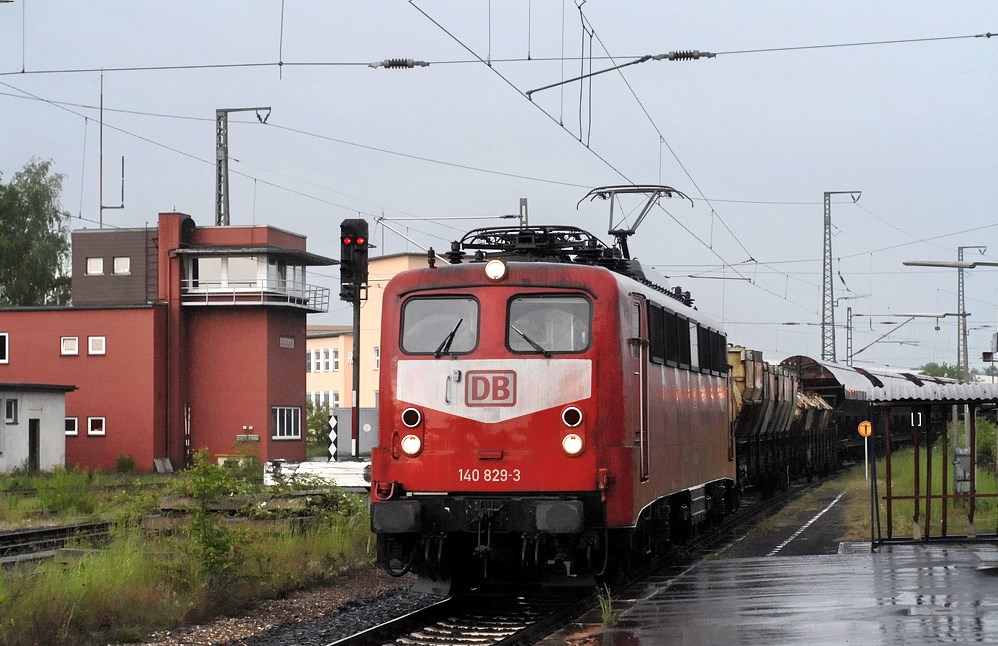
140 829号机车是除140 024号机车外最后仍在使用东方红色涂装的机车
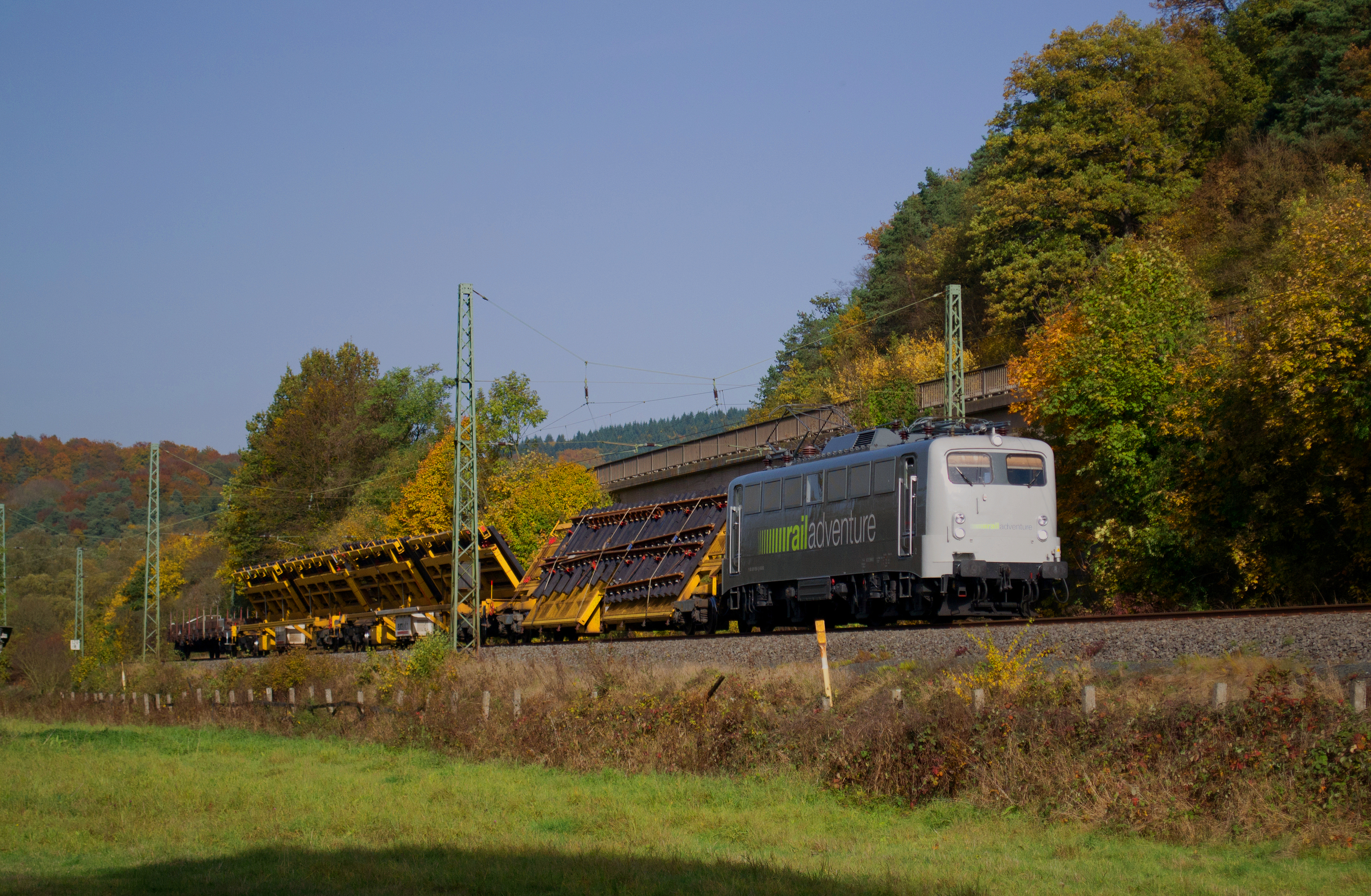
采用私铁“铁路投资公司”涂装的139 558号机车（2012年）
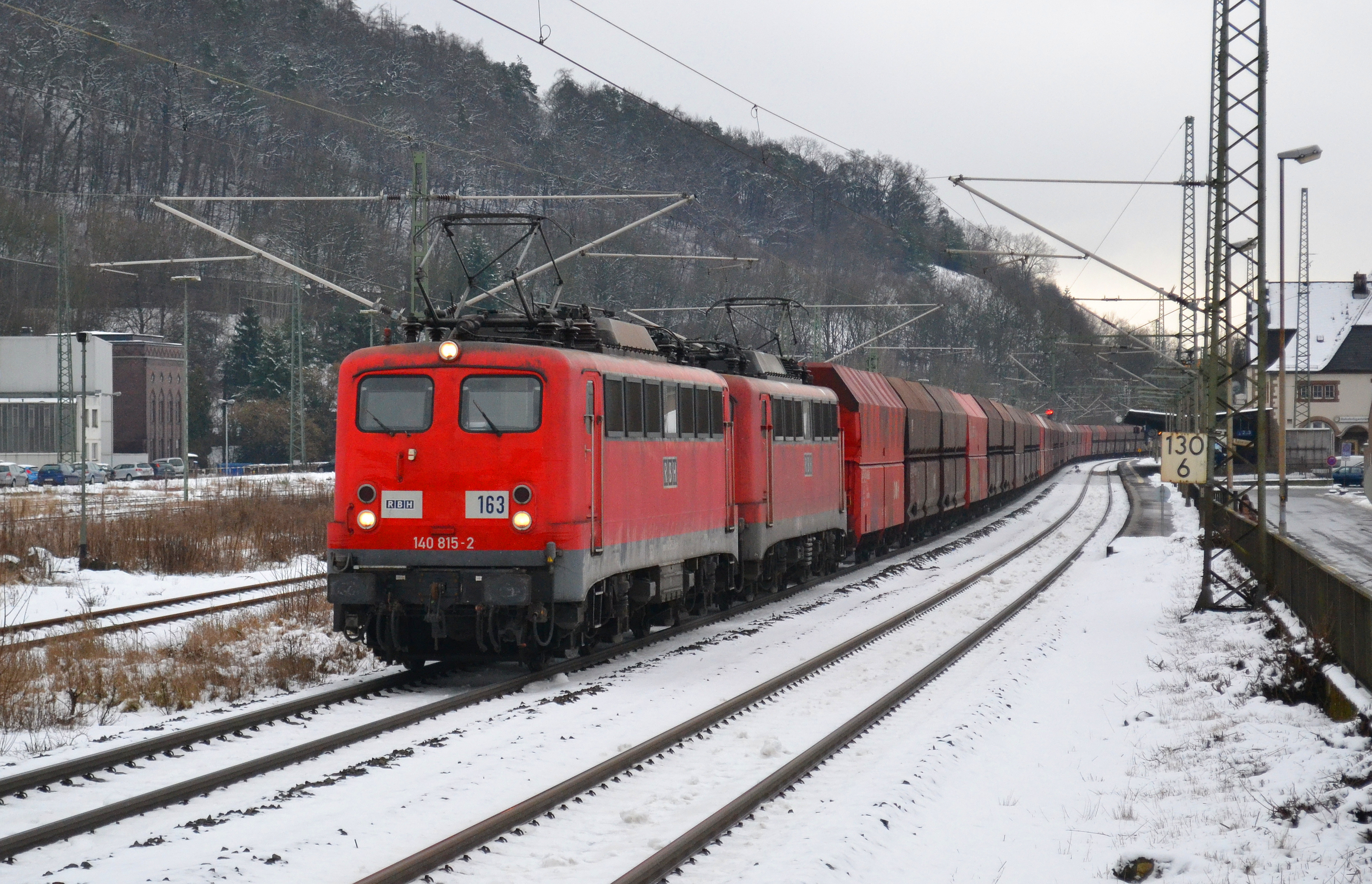
RBH物流的140 815号和140 772号机车双机重联牵引定期煤炭列车GM48700次运行于迪尔斯铁路（德语：Dillstrecke）（2013年）

## 运用历史
140型机车是专为中重型货运及客运列车而设。它的面世取代了众多用货运蒸汽机车。最初，100公里/小时的最高速度已经足够，从而使140型机车能够运用于区域运输。在大多数时速达120公里/小时的快速列车服务中，则主要由141型、110型以及蒸汽机车担当牵引任务。只有当快速列车提速至140公里/小时后，141型机车才得以空余运用至区域运输，这导致140型的实际运用范围主要局限在货物运输，此后它们在旅客运输中变得十分罕见。
1969年，当140型机车将最高时速提升至110公里/小时后，它们得以再次运用至通勤旅客运输。而最后一个系列的140型机车也搭载了动力集中式列车控制设备。在1970年代，一些机车还用于定期牵引S-Bahn列车服务，后于1980年代初结束。其过去和现在的主要运用领域均为货运。机车有足够的功率牵引2000吨重的列车在平地以95公里/小时的速度运行。最后一个系列还配备了多单元列车控制设备，使得它们也能够牵引动力分散式列车。140型机车可根据自身的牵引力和制动力而有条件的运用至山区铁路。其姊妹车型139型则因为其配备的电子电阻制动而更适合这样的运用。在1980年代初至1990年代末，德铁曾试验性的将139型/140型作为坡道上的多单元列车牵引机车使用。但由于起动力不足和低轴重，机车无法在这些地区通过验证，维持原150型机车的运作仍是最理想的选择。最近，德铁又将140型机车用作牵引液态物列车。
直至其运营的最后十年之初，在德国铁路运行的货物列车中平均每两列便有一列是由140型牵引。其最高速度在110公里/小时便已足够，但新造机车，例如145型和152型则达到140公里/小时。这些机车在其运用历史中的行驶总里程均已超过1,000万公里。

## 退役

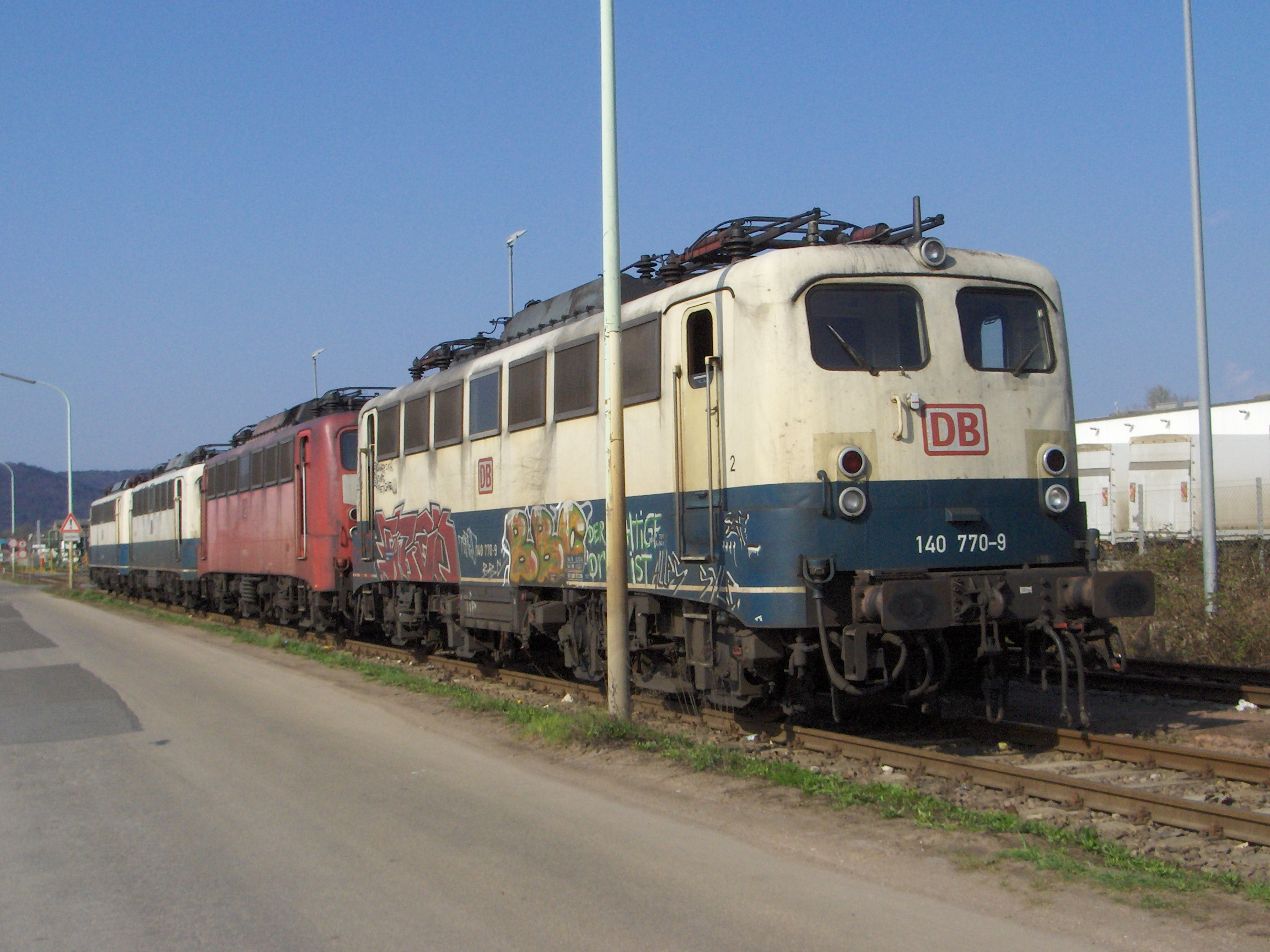
被废弃在特里尔的140型机车（2005年）

德国铁路在1990年代中期开始考虑逐步淘汰140型机车。这些机车正接近它们的运用终结。事实证明，它们将分别被145型、185型和189型机车代替。140 633号机车早在1988年便因一次事故而退役，成为最早退役的140型机车。在1993年至1994年间，机车首次录得库存减少。自1999年起，库存机车将按计划削减，因为自此时起新造机车已经可以投入使用。至2003年，仅余大约300台140型机车仍在运营。德国铁路方面原本计划自2004年起将不再对140型机车进行年审续牌。但随着货运需求在德国的不断增加，促使雷力昂在2006年除了采购新的三相电机车外，也重新启用了部分140型机车。这些机车被允许继续运行8年，因此可以使用至2014年。2007年，德绍维修车间再次对25台140型机车提供年审。然而在2008年全球金融危机期间，货运需求的衰落导致机车停运增加。由于预计景氣循環可能会复苏，这些低损耗的机车没有退役，而是为了日后的使用而暂时封存。
由于机车的可靠性及耐用性都较为理想，德国铁路在过去十年中越来越多的用140型机车担当储备任务和特别任务。期间仍有近120台同型号机车在役，其中约80台仍具备有效的年审牌照。至2013年1月7日，德铁辛克铁路下令将大部分139型/140型机车强制退役。截至2013年2月，德国铁路仅余10台140型机车仍在运营，它们主要用作故障机车的临时替代。而私人运营商持有的则将会运用更长时间。
退役量庞大的140型机车目前只有3台保存在博物馆内：编号为E40 128号的机车和采用海蓝色/米色涂装的140 423号机车可以在科布伦茨德国铁路博物馆中找到，但它们均处于非运行状态；而交通红色的140 844号机车则陈列于诺伊恩马尔克特的德国蒸汽机车博物馆。

## 其它
仍在继续运营的140 070号机车尽管不是首批生产的E40型机车，但它是首个实际运营达到50年的同型号机车。这台由克劳斯-玛菲及西门子舒克尔特共同生产的机车早在1957年4月16日便交付使用，年限比正在私铁中服务的140 002号（1957年7月31日交付）和140 003号机车（1957年8月17日交付）更长。同时，140 070号机车也是德国铁路现存第二古老的机车，仅次于在1957年4月12日投入运营的362 362号机车。